# Głuszyna (województwo opolskie)
Głuszyna (niem. Glausche) – wieś w Polsce położona w województwie opolskim, w powiecie namysłowskim, w gminie Namysłów.
W okresie przedwojennym miejscowość ta była podzielona pomiędzy Polskę a Niemcy, a w latach 1945-54 była to siedziba gminy Głuszyna.
W latach 1954–1959 wieś należała i była siedzibą władz gromady Głuszyna, po jej zniesieniu w gromadzie Kowalowice. W latach 1975–1998 miejscowość administracyjnie należała do ówczesnego województwa opolskiego.

## Nazwa
W 1295 r., w kronice łacińskiej Liber fundationis episcopatus Vratislaviensis miejscowość wymieniona jest jako Glussina. W alfabetycznym spisie miejscowości na terenie Śląska wydanym w 1830 roku we Wrocławiu przez Johanna Knie wieś występuje pod polską nazwą Gasniny oraz nazwą zgermanizowaną Glausche.

## Zabytki
Do wojewódzkiego rejestru zabytków wpisane są:
- kościół parafialny pw. Wszystkich Świętych, 1854, murowany,
- stodoła przy zagrodzie nr 68, drewniana, z pocz. XIX w., nie istnieje.

## II wojna światowa
W styczniu 1945 r. wieś była widownią wielokrotnych mordów. Według jednej z opowieści żołnierze Wehrmachtu lub SS rozstrzelali tutaj budowniczych systemu obronnego tzw. Linii Barthold: polskich robotników przymusowych wziętych do niewoli po powstaniu warszawskim oraz grupę ochotników niemieckich z Hitlerjugend. Druga historia mówi o tym, że w kilka dni później (zapewne 19 stycznia 1945) sowieckie oddziały 3 Gwardyjskiej Armii Pancernej dokonały masakry mordując zebranych na stacji kolejowej niemieckich cywili oczekujących na ewakuację. 20 stycznia 1945 Dowództwo Grupy Armii A zameldowało, że wkraczające oddziały radzieckie dopuściły się zbrodni wojennej, rozstrzeliwując wszystkich mieszkańców miejscowości.